# Dioda impulsowa
Dioda impulsowa – dioda, która charakteryzuje się bardzo dużą szybkością pracy - rzędu nanosekund lub mikrosekund przy wyższych napięciach. W zależności od zastosowania mogą to być diody prostownicze, diody detekcyjne, diody zabezpieczające itp.
Podstawowym parametrem tych diod jest szybkość włączania (czas od momentu spolaryzowania złącza p-n w kierunku przewodzenia do osiągnięcia przez prąd maksymalnej wartości), czas wyłączania (czas od momentu spolaryzowania diody w kierunku zaporowym do momentu ustania przepływu prądu). Dodatkowymi parametrami są te cechy diod, które są istotne w konkretnym zastosowaniu (np. maksymalny prąd i napięcie znamionowe dla diod prostowniczych).
Diody impulsowe są wykonywane jako dioda Schottky'ego dla niewielkich napięć wstecznych (rzędu kilkudziesięciu V) lub specjalnie wykonywane diody złączowe przy wyższych napięciach.